# غوس كلارك
غوس كلارك هو قائد فرقة ‏ بلجيكي، ولد في 21 أكتوبر 1913 في أنتويرب في بلجيكا، وتوفي في 10 أبريل 1979.

## وصلات خارجية
- غوس كلارك على موقع ميوزك برينز (الإنجليزية)
- غوس كلارك على موقع ديسكوغز (الإنجليزية)